# Lovemaker - L'uomo per fare l'amore
Lovemaker - L'uomo per fare l'amore è un film del 1969 diretto da Ugo Liberatore.

## Trama
Giorgio è un ingegnere italiano che si trasferisce per lavoro a Monaco di Baviera, dove incontra l'ostilità e il disprezzo dei tedeschi.
Decide quindi di vendicarsi a modo suo, seducendo più donne possibili. Una sera, durante una rissa nel suo cantiere conosce due coppie di fidanzati tedeschi della buona società. Riesce subito a sedurre Helga, ma Christiane è più diffidente. Poco alla volta però, si sente sempre più attratta dall'uomo finché lascia il fidanzato Klaus e intraprende una relazione con lui. Restia a rendere noto il loro rapporto, Giorgio l'accusa di considerarlo inferiore in quanto italiano.
Christiane accetta allora la convivenza con Giorgio, ma si dice in difficoltà, sapendo che l'uomo è sposato. Egli le rivela che invece è celibe, e ora, dopo averla portata a vivere con sé, vuole imporle con arroganza il matrimonio. In preda a contrastanti sentimenti, Christiane precipita Giorgio nell'abisso del cantiere.